# Michael Storer
Michael Storer (Perth, 28 de febrero de 1997) es un ciclista profesional australiano que corre para el equipo Tudor Pro Cycling Team.

## Palmarés
2016
- Gran Premio Sportivi di Poggiana

2017
- Gran Premio Industrias del Mármol
- 1 etapa del An Post Rás

2021
- Tour de l'Ain, más 1 etapa
- 2 etapas de la Vuelta a España, más clasificación de la montaña

2023
- Tour de l'Ain, más 1 etapa

2025
- 1 etapa de la París-Niza
- Tour de los Alpes, más 1 etapa

## Resultados en Grandes Vueltas y Campeonatos del Mundo
| Carrera         | Carrera         | 2017 | 2018  | 2019 | 2020 | 2021 | 2022 | 2023 | 2024 | 2025 |
| --------------- | --------------- | ---- | ----- | ---- | ---- | ---- | ---- | ---- | ---- | ---- |
|                 | Giro de Italia  | —    | —     | —    | —    | 31.º | —    | —    | 10.º | 10.º |
|                 | Tour de Francia | —    | —     | —    | —    | —    | 34.º | —    | —    | 42.º |
|                 | Vuelta a España | —    | 117.º | 99.º | 40.º | 40.º | —    | 45.º | —    | —    |
| Mundial en Ruta | Mundial en Ruta | —    | —     | —    | —    | —    | —    | —    | Ab.  | —    |

—: no participa

Ab.: abandono 

## Equipos
- Mitchelton-Scott (2017)
- Sunweb/DSM[1] (2018-2021)
  - Sunweb (2018-2020)
  - Team DSM (2021)
- Groupama-FDJ (2022-2023)
- Tudor Pro Cycling Team (2024-)